# پری‌یوتوو (باشقیرستان)
پری‌یوتوو (انگلیسی: Priyutovo, Bashkortostan) یک شهرک در شهرستان بلبیفسکی استان باشقیرستان کشور روسیه است.